# Menomonee Falls
Menomonee Falls is een plaats (village) in de Amerikaanse staat Wisconsin, en valt bestuurlijk gezien onder Waukesha County.

## Demografie
Bij de volkstelling in 2000 werd het aantal inwoners vastgesteld op 32.647. In 2006 is het aantal inwoners door het United States Census Bureau geschat op 34.370, een stijging van 1723 (5,3%).

## Geografie
Volgens het United States Census Bureau beslaat de plaats een oppervlakte van 86,2 km², geheel bestaande uit land. Menomonee Falls ligt op ongeveer 242 m boven zeeniveau.

## Plaatsen in de nabije omgeving
De onderstaande figuur toont nabijgelegen plaatsen in een straal van 12 km rond Menomonee Falls.

## Geboren
- Richard Riehle (12 mei 1948), acteur